# San Isidro de Anfaya
San Isidro de Anfaya ist eine Ortschaft im Departamento Chuquisaca im südamerikanischen Andenstaat Bolivien.

## Lage im Nahraum
San Isidro de Anfaya ist der zweitgrößte Ort des Kanton Yotala im Municipio Yotala in der Provinz Oropeza. Die Ortschaft liegt auf einer Höhe von 3063 m im Quellbereich des Río Chullqui Mayu, welcher im weiteren Verlauf nach etwa fünfzehn Kilometern in den Río Pilcomayo fließt.

## Geographie
San Isidro de Anfaya liegt zwischen dem bolivianischen Altiplano im Westen und der Cordillera Central im Osten. Das Klima der Region ist ein typisches Tageszeitenklima, bei dem die Temperaturschwankungen im Tagesverlauf stärker ausfallen als im Jahresverlauf.
Die Jahresdurchschnittstemperatur in der Region beträgt etwa 17 °C (siehe Klimadiagramm Betanzos), die Monatswerte schwanken nur unwesentlich zwischen 14 °C im Juni/Juli und 19 °C von November bis Januar. Die jährliche Niederschlagsmenge liegt bei knapp 500 mm, die Monate Mai bis September sind arid mit Monatswerten unter 15 mm, nur im Januar wird ein Niederschlag von 100 mm erreicht.

## Verkehrsnetz
San Isidro de Anfaya liegt in einer Entfernung von 35 Straßenkilometern südlich von Sucre, der Hauptstadt des Departamentos.
Durch Sucre führt die 900 Kilometer lange Nationalstraße Ruta 5, die vom bolivianischen Tiefland über Sucre und Potosí zur chilenischen Grenze im Westen führt. Von Potosí aus Richtung Sucre überquert die Straße bei Viña Pampa den Río Pilcomayo und folgt dann über achtzehn Kilometer dem Río Santa Rosalia und im weiteren Verlauf dem Río Pulqui flussaufwärts vorbei an der Ortschaft Pulki bis zur Passhöhe. Dort zweigt eine unbefestigte Landstraße nach Westen von der Ruta 5 ab und erreicht nach weiteren sechs Kilometern San Isidro de Anfaya.

## Bevölkerung
Die Einwohnerzahl der Ortschaft ist im vergangenen Jahrzehnt nahezu unverändert geblieben:
| Jahr | Einwohner         | Quelle       |
| ---- | ----------------- | ------------ |
| 1992 | keine Detaildaten | Volkszählung |
| 2001 | 568               | Volkszählung |
| 2012 | 569               | Volkszählung |
| 2024 |                   | Volkszählung |

Die Region weist einen hohen Anteil an Quechua-Bevölkerung auf, im Municipio Yotala sprechen 94,2 Prozent der Bevölkerung Quechua.